# Seminole

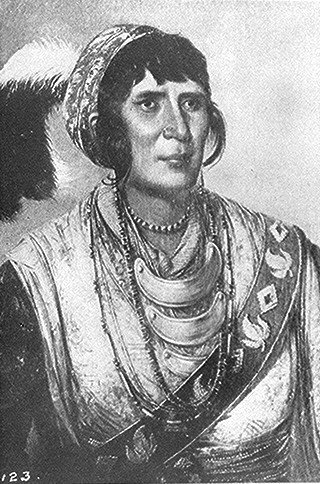
Wódz Seminolów As-se-he-ho-lor

Seminole – plemię Indian Ameryki Północnej z muskogeńskiej rodziny językowej, wywodzące się z Krików, od których odłączyło się w XVII wieku. Nazwa nadana przez Krików (Sim-in-ol) oznacza „Odszczepieńców”. Seminole sami siebie nazywali Miccosukee.

## Charakterystyka
Mężczyźni tego plemienia byli przeważnie wysocy i dobrze zbudowani. Nosili długie do kolan bawełniane koszule, przy czym – zamiast kieszeni – z pasa zwisały im liczne sakwy i woreczki. Na głowach (podobnie jak Arabowie) nosili zawoje, czasami dekorowane pióropuszami lub kitami. Żywili się mięsem jeleni, dzikich indyków, ryb i żółwi, które piekli w skorupach. Ich domostwa kryte liśćmi palmowymi były otwarte ze wszystkich stron przypominając nieco domostwa niektórych szczepów Amazonii.

## Historia
Pierwotnie zamieszkiwali północną Florydę, jak również południową Georgię. Dlatego też, w najbardziej rozpowszechnionym podejściu do historii Stanów Zjednoczonych, uważa się ich za mieszkańców południowej Florydy, nie unikając faktu, że na bagienne tereny Everglades wkroczyli uciekając przed białymi.
Historia ich zatargów z białymi sięga co najmniej roku 1812, ale nabrała szczególnie wyraźnego natężenia w latach 1817–1818 podczas tzw. pierwszej wojny z Seminolami, znanej również jako pierwsza wojna seminolska lub pierwsza wojna florydzka. Wojna ta rozpoczęła się od oskarżenia Seminolów o chronienie uciekających z plantacji czarnoskórych niewolników, co wówczas stanowiło czyn surowo karany prawem. Armia amerykańska pod wodzą generała Andrew Jacksona, późniejszego siódmego Prezydenta Stanów Zjednoczonych, dokonała jawnej napaści zbrojnej zabijając ponad 300 Seminolów. Pozostali członkowie tego plemienia Indian amerykańskich zdołali uciec na południe dzisiejszych Stanów Zjednoczonych, głównie w rejony bagienne.
W roku 1819 Hiszpania zrzekła się wszelkich praw do Florydy na rzecz Stanów Zjednoczonych, które zobowiązały się traktować plemiona Indian amerykańskich humanitarnie w zgodzie z prawem USA. Jednakże to postanowienie nigdy nie zostało dotrzymane przez ówczesne jak i późniejsze władze Stanów Zjednoczonych. W roku 1834 postanowiono zamknąć wszystkich przedstawicieli plemienia Seminolów w specjalnych rezerwatach, co czynnie zapoczątkowało drugą wojnę z Seminolami. Przez blisko osiem lat to plemię Indian amerykańskich nadzwyczaj skutecznie odpierało liczne ataki ówczesnych sił wojskowych Stanów Zjednoczonych. Nie mając lepszego wyboru, armia amerykańska pokonała plemię Seminolów podstępem, zapraszając wodza Indian Osceolę do rokowań pokojowych, wskutek czego został on pojmany i aresztowany pod pretekstem łamania prawa Stanów Zjednoczonych. Następnie pozbawionych wodza Indian otoczono, zmuszono do poddania się, a następnie do skrajnie wykańczającego marszu do stanu Oklahoma, gdzie wszyscy zostali zamknięci w rezerwatach. Grupa Indian ukrywała się jeszcze długo na bagnach Everglades na Florydzie, gdzie później utworzono dla nich osobny rezerwat.
Ich nazwę noszą hrabstwa i miasta w Oklahomie i na Florydzie, a także w Alabamie, Pensylwanii i w Teksasie. Dzisiaj to plemię Indian amerykańskich liczy 18 600 osób.